# Никитин, Юрий Викторович
Ю́рий Ви́кторович Ники́тин (укр. Юрій Вікторович Нікітін; род. 15 июля 1978, Херсон) — украинский гимнаст, прыгун на батуте, чемпион Олимпийских игр 2004.

## Биография
Уроженец Херсона, Юрий проживает и тренируется в Николаеве. Первый тренер — Игорь Молчанов. С 2001 года тренируется под руководством Владимира Максимовича Горжего. Окончил в том же году Херсонский педагогический университет.
Никитин трижды становился чемпионом Европы, одерживал победы на этапах Кубка мира, становился бронзовым призёром чемпионата мира 2003 года. В рамках внутренних соревнований выиграл Кубок Украины в 2003 году. В 2004 году одержал победу на Олимпиаде в Афинах, набрав 41,5 балла и опередив своего главного конкурента, россиянина Александра Москаленко на 0,2 балла.
Благодаря своему выступлению в Афинах Юрий прославился на весь мир и обрёл особую популярность в Греции: после Олимпиады он получил звание почётного гражданина Амарусиона, его именем была названа спортивная школа в Афинах. На Украине в его честь был назван центр олимпийской подготовки в Николаеве. Сам Юрий был награждён орденом «За заслуги» ІІІ степени.

## Награды
- Орден «За заслуги» III степени (18 сентября 2004 года) — за достижение значительных спортивных результатов на XXVIII летних Олимпийских играх в Афинах, повышение международного авторитета Украины[2]